# Naturschutzgebiet Auwald Biggen

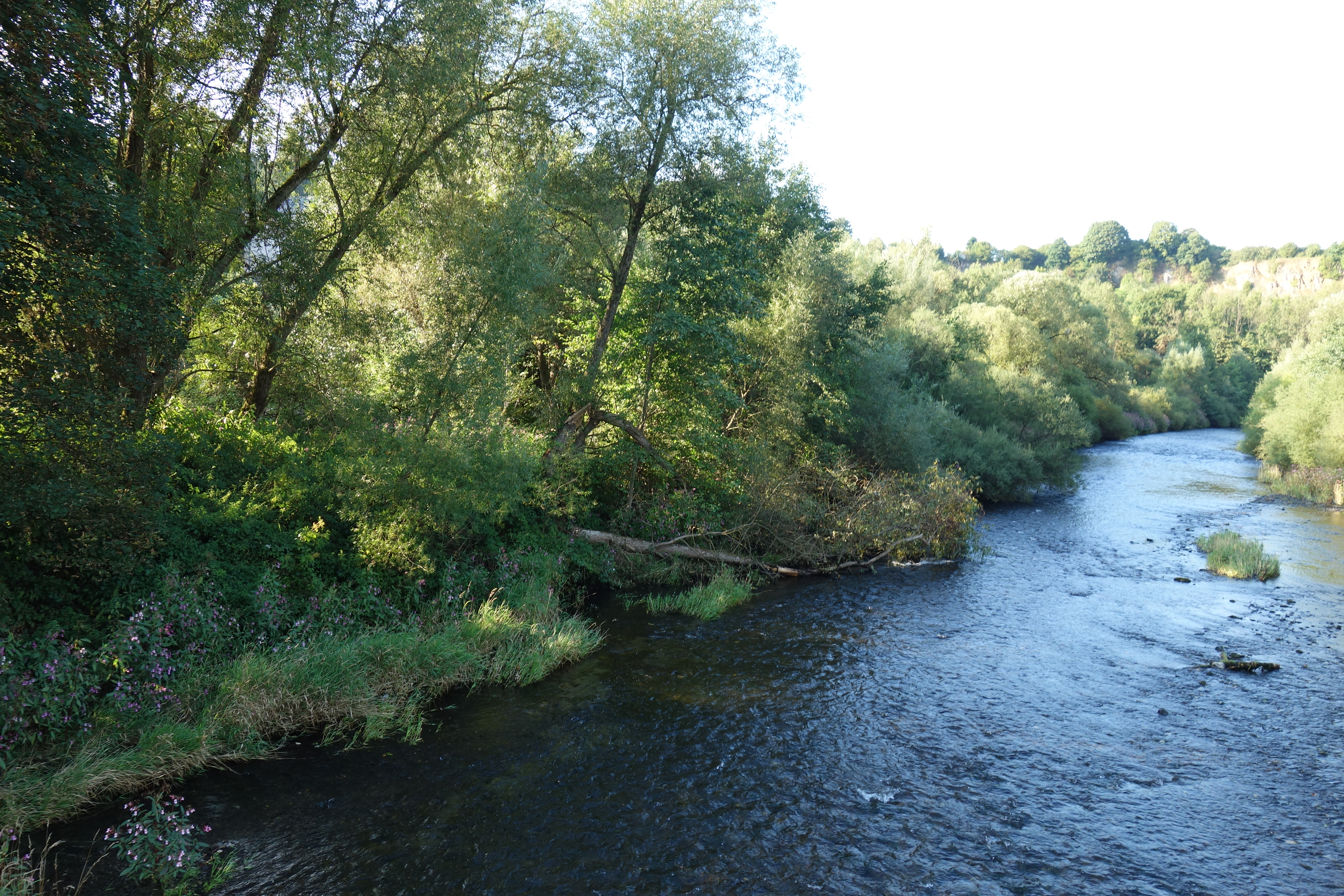
Links Naturschutzgebiet Auwald Biggen, rechts Bigge und im Hintergrund Naturschutzgebiet Steinbruch Biggen

Das Naturschutzgebiet Auwald Biggen ist ein 4,08 ha großes Naturschutzgebiet östlich von Attendorn im Kreis Olpe in Nordrhein-Westfalen. Es wurde 2003 im Rahmen der Aufstellung des Landschaftsplanes Attendorn-Heggen-Helden einstweilig sichergestellt und 2006 vom Kreistag mit dem Landschaftsplan Nr. 3 Attendorn-Heggen-Helden ausgewiesen. Nur durch die Landstraße 539 getrennt liegt das Naturschutzgebiet Steinbruch Biggen nördlich vom NSG.

## Gebietsbeschreibung
Bei dem NSG handelt es sich um den Fluss Bigge und den dortigen Auwald.